# Elyas Bouzaiene
Elyas Bouzaiene (Stoccolma, 8 settembre 1997) è un calciatore svedese, difensore o centrocampista dell'Espérance.

## Biografia
È nato in Svezia da padre tunisino e madre finlandese.

## Carriera
Cresciuto nel settore giovanile del Kristianstads FF, Bouzaiene ha iniziato la sua carriera senior partendo nel 2016 dall'ottavo livello del calcio svedese giocando per una stagione nel Viby IF, piccola squadra dell'omonimo centro abitato nei pressi di Kristianstad.
Nel 2017 ha cominciato a vestire la maglia dell'Ifö Bromölla IF. Il primo anno lo ha trascorso in quinta serie, poi, grazie al primo posto nella Division 3 raggruppamento Götaland sud-orientale, insieme alla squadra ha militato nel torneo di quarta serie per le tre successive stagioni.
Per un anno, nel 2021, ha fatto parte del Kristianstad FC, squadra fondata pochi anni prima da una fusione che aveva coinvolto il club in cui lo stesso Bouzaiene è cresciuto. Anche in questo caso, il club è stato impegnato nel quarto livello della piramide calcistica nazionale.
Nel gennaio 2022 è approdato al Lunds BK, nella terza serie nazionale. La sua permanenza tuttavia è stata piuttosto breve poiché intorno a metà campionato è stato acquistato dal Degerfors, società della massima serie svedese. Nella rimanente parte di stagione ha così potuto giocare le prime 16 partite in Allsvenskan della sua carriera, di cui 13 da titolare, contribuendo al raggiungimento della salvezza. Ha mantenuto poi il proprio posto dal primo minuto anche nel corso del campionato seguente, terminato però con la retrocessione in Superettan.
Bouzaiene è rimasto al Degerfors per la prima parte della stagione 2024, trascorsa appunto nella seconda serie nazionale, poi a partire dal mese di luglio, a campionato in corso, è tornato ufficialmente a far parte di una squadra dell'Allsvenskan a seguito del passaggio al Västerås SK con un contratto fino al dicembre 2025.